# Ratzeburgo
Ratzeburgo (en alemán: Ratzeburg, pronunciación: /ˈʁat͡səˌbʊʁk/ⓘ) es una ciudad alemana del estado federado de Schleswig-Holstein. Ubicada junto a la frontera con Mecklemburgo-Pomerania Occidental, es capital del distrito del Ducado de Lauenburgo.

## Geografía
La ciudad está rodeada por cuatro lagos, por esto se llama Inselstadt o ciudad-isla. Está unida a tierra firme por tres puentes. Es un lugar muy conocido para curas de salud y bienestar. La ciudad es parte del parque natural Lagos de Lauenburgo (Naturpark Lauenburgische Seen), y forma parte de la región metropolitana de Hamburgo.
Las ciudades más cercanas son Mölln, Lubeca y Schwerin. La ciudad se halla a unos 20 km de Lubeca, cerca de la Antigua Ruta de la Sal (Alte Salzstrasse), una antigua carretera de la sal, que conectaba Lubeca y Luneburgo.
Ratzeburgo es atravesada por la carretera que conecta Bad Oldesloe y Schwerin, que antes de la reunificación de los dos Estados alemanes en 1989 marcaba la frontera entre la RFA y la RDA.

## Historia
La ciudad fue fundada en el siglo XI con el nombre de Racisburg, que proviene de las palabras "Ratse" —que fue el alias que tenía el príncipe de los polabos, Ratibor, que en wendo (el idioma de los venedi) significa «señor»—. En 1044 misioneros cristianos, bajo la dirección del monje Ansverus construyeron el monasterio, que fue destruido en 1066 durante una rebelión pagana, en el curso de la cual todos los monjes fueron lapidados hasta la muerte. Hoy día existen monumentos a dos de los misioneros en las iglesias de la ciudad para conmemorar estos sucesos. En la catedral de Ratzeburgo se encuentran los restos de Ansverus, que fue canonizado en el siglo XII. 

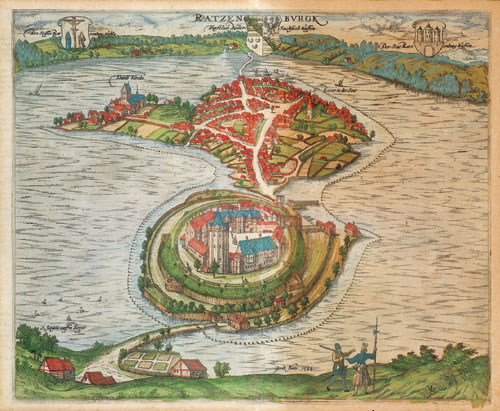
Ratzeburgo en 1590.

Enrique el León se convirtió en el gobernador de la ciudad en 1143 y creó un obispado en 1154. Asimismo fue responsable de la construcción de la catedral de estilo gótico tardío, edificada en ladrillo rojo típico del norte de Alemania. Enrique también contribuyó a la construcción de catedrales en Lübeck y Brunswick, donde aún se conservan sus restos. 
Más tarde la ciudad se convirtió en un principado encabezado por un obispo que tenía derecho a voto en la Dieta Imperial. El Obispado de Ratzeburgo fue el último Estado del norte de Alemania que se mantuvo católico. En 1550, después de la muerte de su soberano, el príncipe-obispo Georg von Blumenthal, adoptó la confesión luterana durante el gobierno de Thomas Aderpul, en 1554. 
La propia ciudad de Ratzeburgo no estaba en el territorio del Obispado de Ratzeburgo y pasó a formar parte del Ducado de Sajonia-Lauenburgo después de la caída de Enrique el León. Fue casi completamente destruida en 1693, cuando Cristián V de Dinamarca la redujo a escombros mediante bombardeos. Posteriormente fue reconstruida en estilo barroco. 
Ratzeburgo pasó brevemente a ser territorio del Primer Imperio Francés durante las guerras napoleónicas y fue asignado a Dinamarca en el Congreso de Viena. Después de que fuera anexionada durante la Segunda Guerra de Schleswig (1864) por Prusia, entró a formar parte de la provincia de Schleswig-Holstein. 

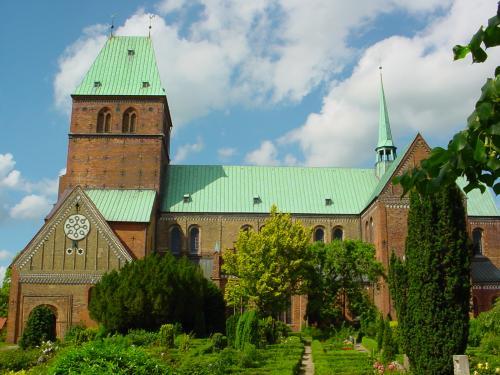
Catedral de Ratzeburgo.

La catedral se convirtió en una parte de la ciudad de Ratzeburgo en 1937, según la Ley del Gran Hamburgo.
De 1945 a 1989, el Telón de Acero cruzaba justo al este de la ciudad, por lo que hacía frontera con la República Democrática Alemana. 
Ratzeburg es conocida igualmente por su club de remo olímpico Ratzeburg Club, que encabezó, entre otras, la lista de medallas de oro en los Juegos Olímpicos de Melbourne (1956).
En uno de los cementerios de la ciudad está la tumba de Ernst Barlach, quizás el más importante creador que haya vivido en Ratzeburgo.

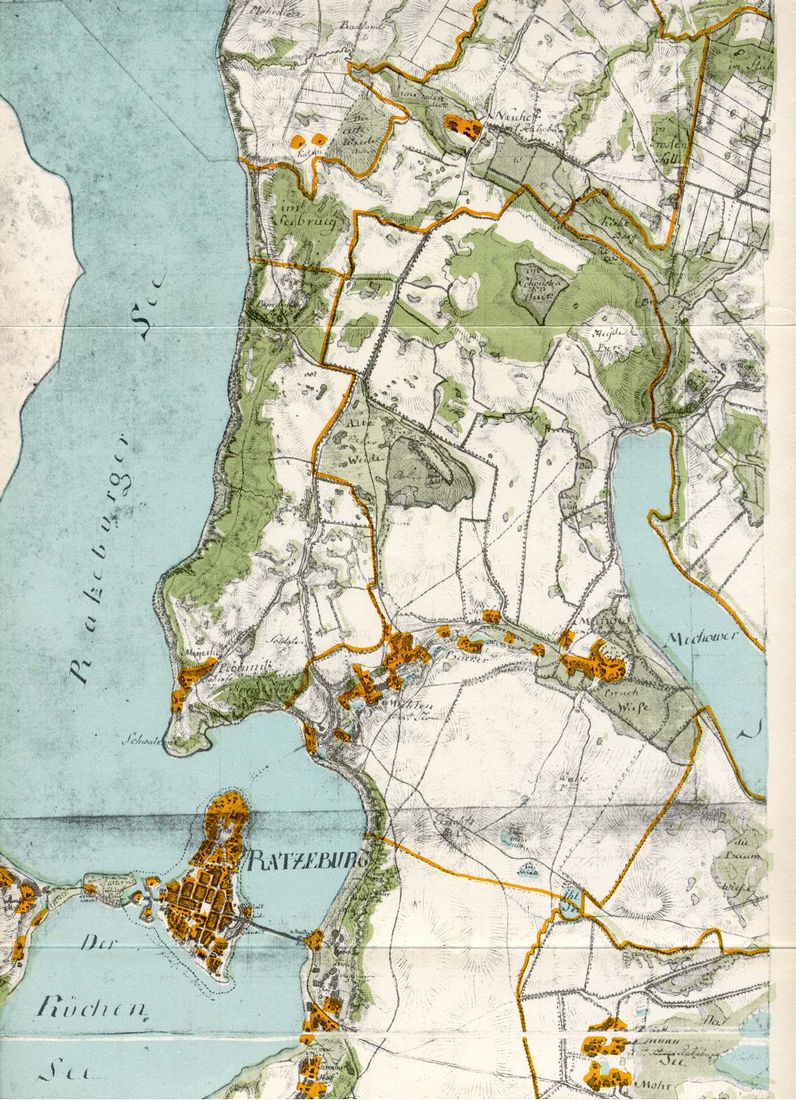
Mapa de Ratzeburgo.

## Política

### Alcaldes
- 1872-1896: Gustav Heinrich Friedrich Hornborstel
- 1897-1909: Friedrich Tronier
- 1909-1925: Friedrich Goecke
- 1926-1938: Karl Saalfeld
- 1938-1939: Karl Michaelis
- 1939-1945: Max Stelter
- 1945-1946: Karl Kiesewetter
- 1946-1962: Otto Hofer
- 1962-1968: Friedhelm Schöber
- 1968-1989: Peter Schmidt
- 1989-2001: Bernd Zukowski
- 2001-2007: Michael Ziethen
- 2007: Rainer Voß

## Ciudades hermanadas
- Sopot en Polonia.
- Esneux en Bélgica.
- Walcourt en Bélgica.
- Strängnäs en Suecia.
- Ribe en Dinamarca.
- Châtillon en Francia.